# Saltos ornamentais no Campeonato Mundial de Esportes Aquáticos de 2009 - Trampolim 3 m individual feminino
A prova de trampolim 3m individual feminino dos saltos ornamentais no Campeonato Mundial de Esportes Aquáticos de 2009 foi realizada nos dias 20 e 21 de julho no Stadio del Nuoto em Roma.
A competição é composta de duas fases. Na primeira, as 31 atletas executaram cinco saltos, avaliados por sete juízes. As dezoito atletas mais bem colocadas se classificaram para a semifinal, que será disputada seguindo a mesma dinâmica. As doze primeiras colocadas passam para a final, onde executaram mais cinco saltos. A cada nova fase, os resultados da fase anterior são desconsiderados.

## Calendário
| Fase         | Data     |
| ------------ | -------- |
| Eliminatória | 20/julho |
| Semifinal    | 20/julho |
| Final        | 21/julho |

## Medalhistas
| Ouro               | Prata                | Bronze               |
| Guo Jingjing (CHN) | Emilie Heymans (CAN) | Tania Cagnotto (ITA) |

## Resultados
| Pos. | Atleta                         | Pontos |
| ---- | ------------------------------ | ------ |
| 1    | CHN Guo Jingjing               | 377,55 |
| 2    | CHN He Zi                      | 341,40 |
| 3    | ITA Tania Cagnotto             | 321,90 |
| 4    | USA Christina Loukas           | 315,15 |
| 5    | MEX Laura Sachez               | 308,90 |
| 6    | GER Katja Dieckow              | 294,70 |
| 7    | RUS Anastasia Pozdniakova      | 294,15 |
| 8    | AUS Sharleen Stratton          | 291,70 |
| 9    | CAN Emilie Heymans             | 289,20 |
| 10   | CAN Jennifer Abel              | 288,50 |
| 11   | UKR Olena Fedorova             | 282,70 |
| 12   | GBR Rebecca Gallantree         | 274,70 |
| 13   | ITA Francesca Dallapè          | 272,25 |
| 14   | AUS Briony Cole                | 266,40 |
| 15   | TPE EnTien Huang               | 263,10 |
| 16   | USA Ariel Rittenhouse          | 262,70 |
| 17   | MEX Paola Espinosa             | 260,90 |
| 18   | COL Diana Isabel Pineda Zuleta | 258,95 |
| 19   | NED Raisa Geurtsen             | 256,55 |
| 20   | UKR Anna Pysmenska             | 255,45 |
| 21   | JPN Sayaka Shibusawa           | 252,40 |
| 22   | MAS Mun Yee Leong              | 249,10 |
| 23   | HUN Piroska Flóra Gondons      | 247,25 |
| 24   | HUN Villo Gyöngyvér Kormos     | 246,75 |
| 25   | AUT Veronika Kratochwil        | 246,20 |
| 26   | GER Uschi Freitag              | 237,30 |
| 27   | ESP Leyre Eizaguirre           | 218,70 |
| 28   | MAC Choi Sut Ian               | 206,90 |
| 29   | MAC Lei Sio I                  | 192,30 |
| 30   | INA Sari Ambarwati Suprihatin  | 155,55 |
| 31   | SRB Marija Ivezic              | 148,35 |

| Pos. | Atleta                         | Pontos |
| ---- | ------------------------------ | ------ |
| 1    | CHN Guo Jingjing               | 368,10 |
| 2    | CAN Jennifer Abel              | 351,65 |
| 3    | CHN He Zi                      | 351,45 |
| 4    | ITA Tania Cagnotto             | 334,65 |
| 5    | USA Christina Loukas           | 318,30 |
| 6    | AUS Briony Cole                | 317,30 |
| 7    | AUS Sharleen Stratton          | 314,35 |
| 8    | RUS Anastasia Pozdniakova      | 310,95 |
| 9    | MEX Laura Sachez               | 310,50 |
| 10   | CAN Emilie Heymans             | 310,30 |
| 11   | GER Katja Dieckow              | 305,40 |
| 12   | USA Ariel Rittenhouse          | 300,45 |
| 13   | MEX Paola Espinosa             | 292,80 |
| 14   | UKR Olena Fedorova             | 276,15 |
| 15   | GBR Rebecca Gallantree         | 271,80 |
| 16   | ITA Francesca Dallapè          | 269,85 |
| 17   | TPE EnTien Huang               | 252,40 |
| 18   | COL Diana Isabel Pineda Zuleta | 229,20 |

### Final
Esses foram os resultados da final:
| Pos.              | Atleta                    | Pontos |
| ----------------- | ------------------------- | ------ |
| Medalha de ouro   | CHN Guo Jingjing          | 388,20 |
| Medalha de prata  | CAN Emilie Heymans        | 346,45 |
| Medalha de bronze | ITA Tania Cagnotto        | 341,25 |
| 4                 | CHN He Zi                 | 336,65 |
| 5                 | USA Ariel Rittenhouse     | 335,10 |
| 6                 | AUS Sharleen Stratton     | 327,75 |
| 7                 | RUS Anastasia Pozdniakova | 320,65 |
| 8                 | USA Christina Loukas      | 320,20 |
| 9                 | AUS Briony Cole           | 311,50 |
| 10                | MEX Laura Sanchez         | 300,60 |
| 11                | CAN Jennifer Abel         | 265,55 |
| 12                | GER Katja Dieckow         | 252,30 |